# NGC 245
NGC 245 je galaksija u zviježđu Kit.

## Vanjske poveznice
- SEDS: NGC 0245